# Raymond Boccard
Pour les articles homonymes, voir Boccard.
Le frère Raymond Boccard, né le 7 septembre 1904 à Saint-Roch (Sallanches) et mort le 2 octobre 1996 à Bonneville (Haute-Savoie), est un religieux et jardinier français, reconnu en 1987 « Juste parmi les nations » pour sa participation au sauvetage de nombreux Juifs pendant la Seconde Guerre mondiale.

## Biographie
Raymond Boccard est né en 1904. Il devient religieux, avec l'emploi de jardinier au juvénat Saint-François-de-Sales, dans le village de Ville-la-Grand, en Haute-Savoie, près de la frontière avec la Suisse.
Pendant la Seconde Guerre mondiale, le frère Raymond Boccard, avec d'autres religieux, aide plusieurs centaines de personnes, dont beaucoup de Juifs pourchassés, à passer en Suisse.
Le frère Raymond habite une cellule en haut de l'immeuble, sous les combles. De là, il peut observer les allées et venues des patrouilles allemandes. Lorsqu'une patrouille vient de passer, il agite son béret comme signal à d'autres religieux qui attendent en bas avec un groupe de fugitifs, cachés au pied du mur du jardin qui borde la frontière. Ceux-ci ont alors deux minutes et demie pour passer la frontière suisse, ils le font en grimpant au mur sur des échelles, écartent les barbelés, sautent et atterrissent en Suisse,.
Il guette ensuite leur éventuel retour : après avoir échappé aux Allemands, les fugitifs sont parfois arrêtés par les Suisses qui gardent la frontière et les ramènent à la frontière française ; dans ce cas, le frère Raymond les accueille et les loge dans l'établissement,. 
Il agit de concert avec les autres religieux de l'établissement, notamment le père Louis Favre et le père Gilbert Pernoud.
Raymond Boccard est reconnu « Juste parmi les nations » par l'institut Yad Vashem le 4 mars 1987. Le dossier de reconnaissance est établi sur la base des témoignages de David Bar Stav, Lyse Bomsel, Alice Müller Bauer. Une cérémonie a lieu à Yad Vashem, et un arbre est planté en son honneur dans le jardin des Justes.
Il meurt le 2 octobre 1996.